# Alexandru Vremea
Alexandru Vremea (n. 3 noiembrie 1991, în Ialoveni, Republica Moldova) este un fotbalist moldovean care evoluează la clubul Petrocub Hîncești în Divizia Națională, pe postul de mijlocaș.

## Palmares
Zimbru Chișinău
- Cupa Moldovei (1): 2013–14
- Supercupa Moldovei (1): 2014